# Марјовски рејон
Марјовски рејон (рус. Марёвский район) административно-територијална је јединица другог нивоа и општински рејон у јужном делу Новгородске области, на северозападу европског дела Руске Федерације.
Административни центар рејона је село Марјово. Према проценама националне статистичке службе Русије за 2014, на територији рејона је живело 4.350 становника или у просеку око 2,5 ст/км².

## Географија
Марјовски рејон смештен је у јужном делу Новгородске области, у северним рубним деловима Валдајског побрђа. Обухвата територију површине 1.818,69 км² и по том параметру налази се на 17. месту међу 21 рејоном у области. Граничи се са Демјанским рејоном на истоку и североистоку, на северу је Староруски, док су на западу Подоршки и Холмски рејон. На југу су рејони Тверске области (Андреапољски, Пеновски и Осташковски).
Рејонска територија је благо заталасана са максималном надморском висином од 299,6 метара (брдо Дубка) у јужном делу. Идући ка северу надморска висина благо опада, а рељеф постаје све равнији и нижи.
Готово целокупна рејонска територија налази се у басену реке Поле преко које је повезана са језером Иљмењ. Њена највећа и најважнија притока на подручју рејона је Марјовка. Једино се мање подручје на крајњем западу рејона одводњава ка Ловату.

## Историја
Рејон је успостављен у августу 1927. под именом Молвотички и са седиштем у селу Молвотици. У време оснивања припадао је тадашњем Новгородском округу Лењинградске области. У фербуару 1944. седиште рејона премештено је у село Марјово, а самим тим и сам рејон добија садашње име.
У границама Новгородске области је од њеног оснивања у лето 1944. године.

## Демографија и административна подела
Према подацима пописа становништва из 2010. на територији рејона је живело укупно 4.673 становника, док је према процени из 2014. ту живело 4.350 становника, или у просеку 2,5 ст/км². По броју становника Марјовски рејон се налази на последњем месту у области.
| 1959. | 1970. | 1979. | 1989. | 2002. | 2010. | 2014.  |
| ----- | ----- | ----- | ----- | ----- | ----- | ------ |
| ---   | ---   | ---   | 6.831 | 5.711 | 4.673 | 4.350* |

Напомена: * Према процени националне статистичке службе.
На подручју рејона постоје укупно 139 насеља, а рејонска територија је подељена на 4 другостепене сеоске општине. Административни центар рејона је село Марјово у којем живи половина од укупне рејонске популације.